# Pirenéus
Os Pirenéus (português europeu) ou Pireneus (português brasileiro) são uma cordilheira no sudoeste da Europa cujas montanhas formam uma fronteira natural entre a França e a Espanha. Separam a Península Ibérica da França, e estendem-se por aproximadamente 430 km, desde o golfo da Biscaia, no oceano Atlântico, até ao cabo de Creus (extremo oriental da Espanha continental), no mar Mediterrâneo.
Na sua maior parte, a crista principal dos Pirenéus forma a fronteira franco-espanhola, com o principado de Andorra incrustado entre seus dois grandes vizinhos. A principal exceção a esta regra é o vale de Aran, que pertence à Espanha mas se situa na face norte da cordilheira. Outras anomalias orográficas incluem a Cerdanha (único vale dos Pirenéus no sentido leste-oeste) e o enclave espanhol de Llívia (completamente cercado por território francês).
O gentílico de Pirenéus é "pireneu"; há, ainda, o adjetivo "pirenaico".

## Etimologia e grafia
Segundo o Dicionário Onomástico Etimológico da Língua Portuguesa de José Pedro Machado, o topônimo português "Pirenéus" advém do grego antigo Pyrenaia (Πυρηναῖα), recebido através do latim Pyrenaeos. Embora haja outras etimologias propostas, o termo grego parece ter como origem o nome de uma personagem da mitologia grega, Pirene (Πυρήνη), amante de Hércules, filha de Bébrix: Hércules, após a morte de Pirene, teria erguido uma tumba à altura de seu amor, isto é, a cordilheira, onde repousa sua amada. O termo grego já aparece em Plutarco.
Em português, embora a etimologia tenha consagrado as grafias "Pireneus" (no Brasil) e "Pirenéus" (em Portugal e demais países lusófonos), também são correntes as formas incorretas "Pirineus", no Brasil, e "Pirinéus", em Portugal. Alguns entendem que essas formas seriam erradas; outros apontam para a sua coexistência com a forma "Pireneus", registrada nos principais dicionários da língua. A Academia Brasileira das Letras não regista o topónimo com dois "ii", mas consagra o adjetivo "pirenaico" e não "pirinaico".

## Geografia

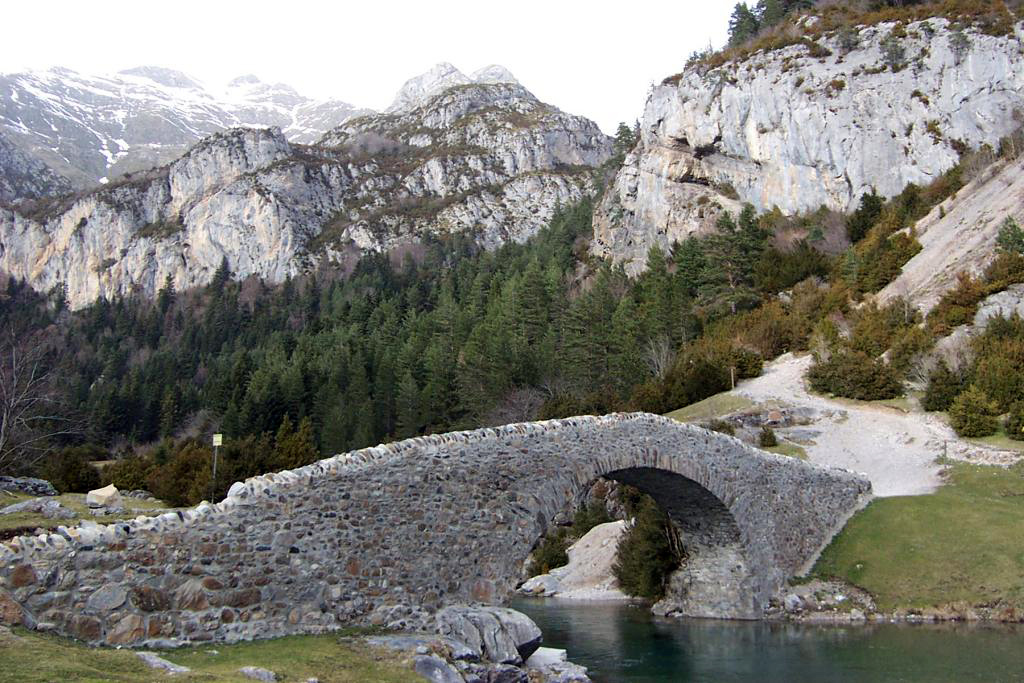
Ponte românica nos Pirenéus (vale de Bujaruelo), século IX

Os Pirenéus são subdivididos em: Pirenéus Ocidentais ou Atlânticos, Pirenéus Altos ou Centrais e Pirenéus Orientais. O alcance dos Pirenéus Centrais estende-se a oeste de Port de Canfranc até ao vale de Aran a leste. O ponto culminante da cordilheira é o monte Aneto, no maciço da Maladeta, com 3404 m de altitude. Há por volta de duzentos picos acima de 3000 m na cordilheira. As montanhas mais altas estão constantemente cobertas de neve, apesar de ter sido observado, a partir da metade do século XIX, um acentuado degelo. A outrora impressionante geleira Ossoue, em Vignemale, perdeu muito de sua antiga espessura.

## Geologia

Mapa topográfico dos Pirenéus

Os Pirenéus constituem uma formação mais antiga do que os Alpes: seus sedimentos começaram a ser depositados em bacias costeiras durante as eras Paleozoica e Mesozoica. Entre 100 e 150 milhões de anos atrás, durante o Cretáceo Inferior, o golfo da Biscaia dilatou-se, de modo a empurrar o que é hoje a Espanha de encontro à França e a pressionar grandes camadas de sedimentos. A pressão intensa e o soerguimento da crosta terrestre afetaram de início a porção oriental e, posteriormente, toda a cordilheira, processo que atingiu o ápice no Eoceno.
A porção oriental desta cordilheira compõe-se principalmente de granito e gneisse, enquanto que na parte ocidental os picos de granito são acompanhados por camadas de calcário. A aparência maciça e conservada da cordilheira é devida à abundância de granito — que é particularmente resistente à erosão — e ao fraco desenvolvimento glacial.

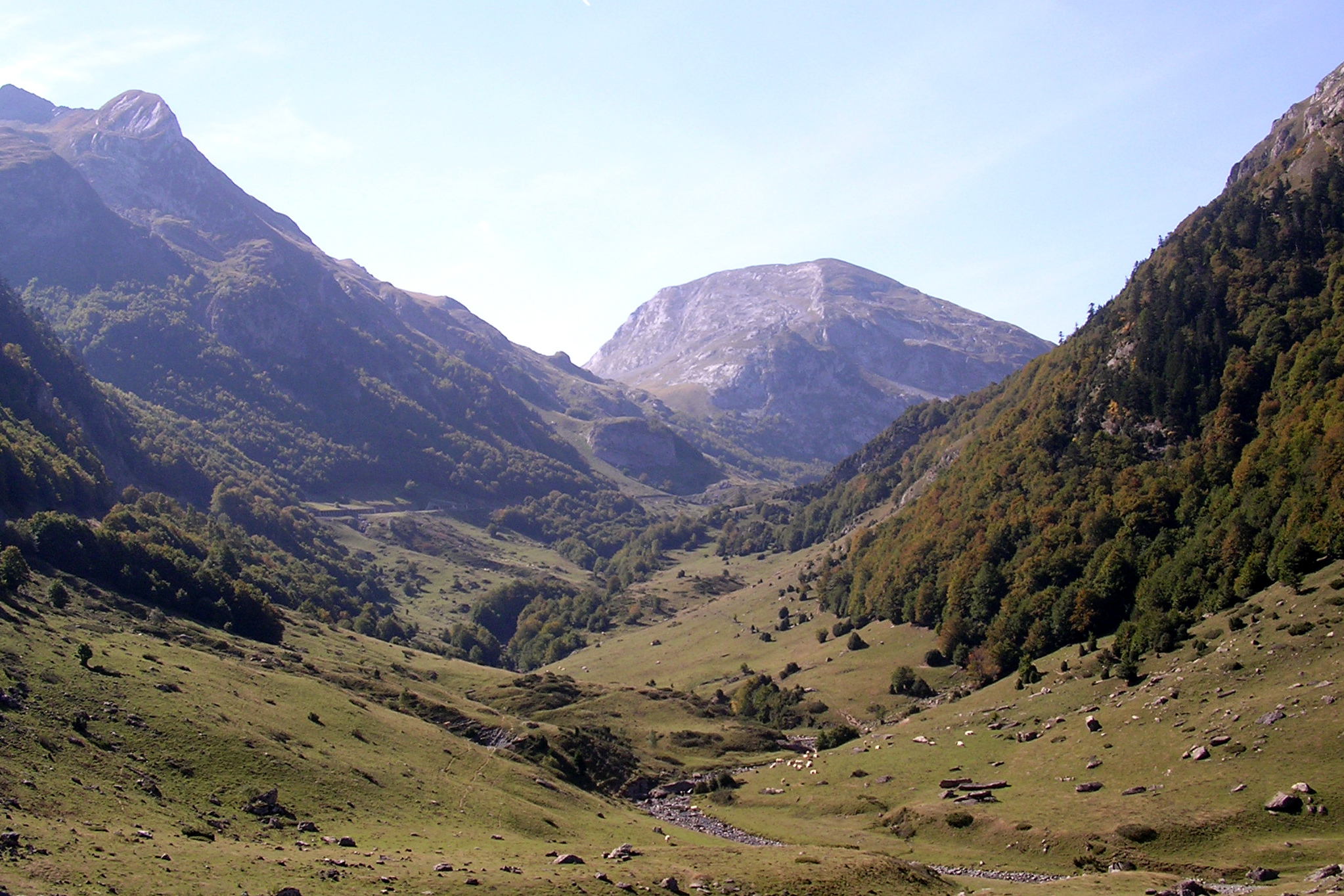
Vale d'Ossau nos Pirenéus franceses

## Picos
São os seguintes os picos acima dos 3200 metros de altitude (ordenados por cotas):
- Aneto, 3 404 m
- Pico Posets, 3 375 m
- Monte Perdido, 3 355 m
- Maldito, 3 350 m
- Monte Espadas, 3 332 m
- Cilindro de Marboré, 3 325 m
- Monte La Maladeta, 3  312 m
- Pico Vignemale, 3 298 m
- Pico das Tempestades, 3 290 m
- Soum de Ramond, 3 259 m
- Monte Marboré, 3 252 m
- Monte Margalida, 3 241 m
- Pico Perdiguero, 3 222 m
- Russell, 3 205 m

O pico mais alto da Península Ibérica não fica nos Pirenéus: é o pico Mulhacén com 3480 m, situado na Serra Nevada (Espanha).

## Fauna
Os animais que vivem na cordilheira são na sua maioria alpinos, porém, nas partes mais baixas, existem animais comuns das florestas temperadas.
São encontrados animais como o urso-europeu, a marmota, a raposa-vermelha, a camurça, o cervo, o ibex-dos-pirenéus ou o esquilo.

### Estâncias de esqui
Os Pirenéus são famosos pela variedade e qualidade das estâncias de esqui e outros desportos de inverno: